# Sienské Palio

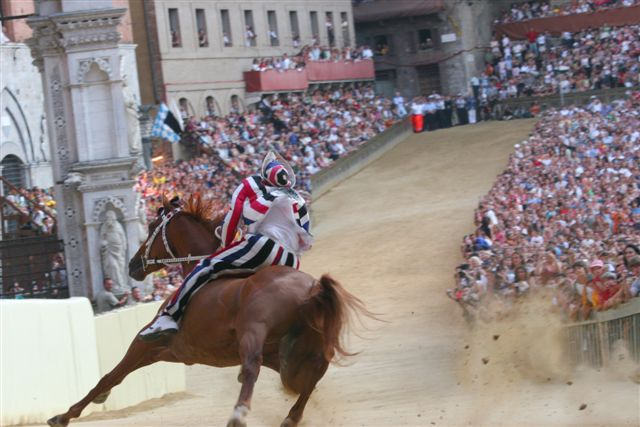
Závodník na koni (fantino) projíždějící zatáčkou na hlavním sienském náměstí Piazza del Campo

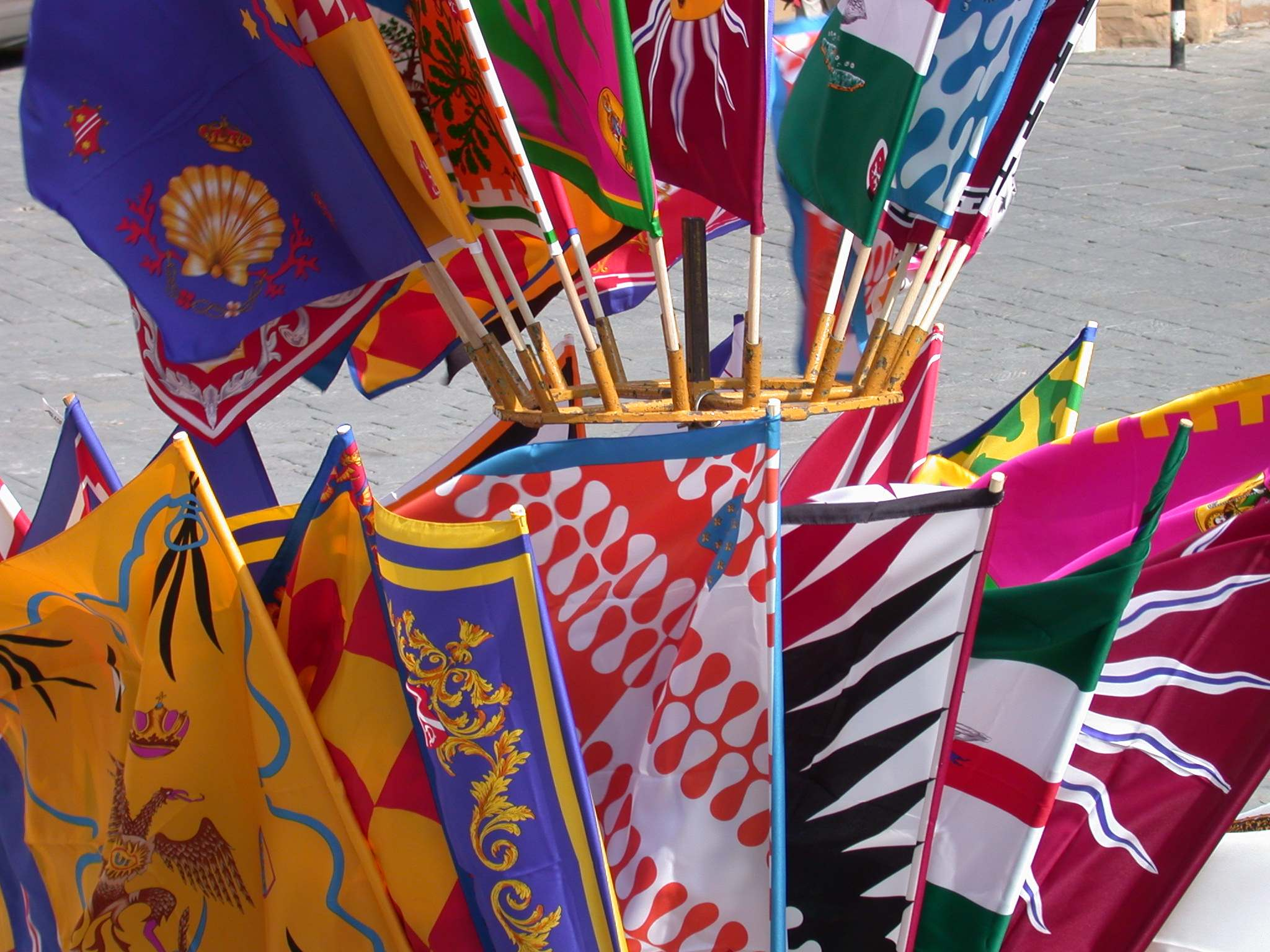
Korouhve městských částí Sieny, které se prodávají před dostihem.

Sienské Palio (italsky Palio di Siena) jsou slavné koňské dostihy, které se pořádají dvakrát ročně na náměstí Piazza del Campo v italské Sieně.
Vždy 2. července se koná Palio della Madonna di Provenzano (dostih na počest Madony provenzánské) a 16. srpna pak Palio dell’Assunta (dostih na počest Nanebevzetí Panny Marie). Deset jezdců v patřičných barvách a na neosedlaných koních reprezentuje 10 z celkem 17 autonomních částí města, takzvaných contrade. Jelikož se dostihu z bezpečnostních důvodů nemohou zúčastnit jezdci všech 17 contrade najednou, je 7 městských částí, jež se v minulém roce v daném měsíci závodu nezúčastnily, automaticky zařazeno do palia v následujícím roce a 3 zbývající jsou k nim přilosovány. Toto losování probíhá dvakrát ročně – na konci května a počátkem července.
Občas, v případě výjimečných událostí nebo při významných místních či národních výročích, se městské společenství může rozhodnout uspořádat mimořádné palio v době mezi květnem a zářím. Poslední takový dostih se konal v roce 2000 na počest nového tisíciletí.
Každému dostihu předchází historický alegorický průvod zvaný Corteo Storico, který láká diváky a návštěvníky z celého světa. Samotný dostih, který se jede na 3 kola, trvá obvykle jen asi 90 sekund. Pro tuto událost je na Piazza del Campo vybudována závodní dráha. K atrakcím závodu patří pády jezdců z koní při projíždění zrádných zatáček. Bývá běžné, že dostih dokončí osamělí koně, kteří v jeho průběhu ztratili svého jezdce.
Jakmile palio skončí, začnou vítězné contrade připravovat slavnost vítězství neboli cena della vittoria. U čestné tabule pak společně sedí členové vítězného družstva s čestnými hosty ze spřátelených městských částí. Zkrátka nepřijdou ani vítězní koně, kteří dostanou zvláštní pohoštění. Slavnosti palia trvají obvykle celý týden, pořádá se celá řada různých banketů a hostin, jichž se mohou zúčastnit všichni občané.

## Sedmnáct contrade
Všechny contrade mají dodnes své vlastní symbolické barvy, erby a symboly: orla, hlemýždě, mořskou vlnu s delfínem, pantera, les s nosorožcem, želvu, sovu, jednorožce, mušli, věž a slona, skopce, červa, draka, žirafu, dikobraza, vlka a husu. Je to těchto sedmnáct autonomních částí města:
| - Aquila (Orel) - Bruco (Housenka) - Chiocciola (Hlemýžď) - Civetta (Sovička) - Drago (Drak) - Giraffa (Žirafa) | - Istrice (Dikobraz) - Leocorno (Jednorožec) - Lupa (Vlčice) - Nicchio (Mušle) - Oca (Husa) - Onda (Mořská vlna) | - Pantera (Panter) - Selva (Les) - Tartuca (Želva) - Torre (Věž) - Valdimontone, často zkracováno na Montone (Beraní údolí). |

## Galerie

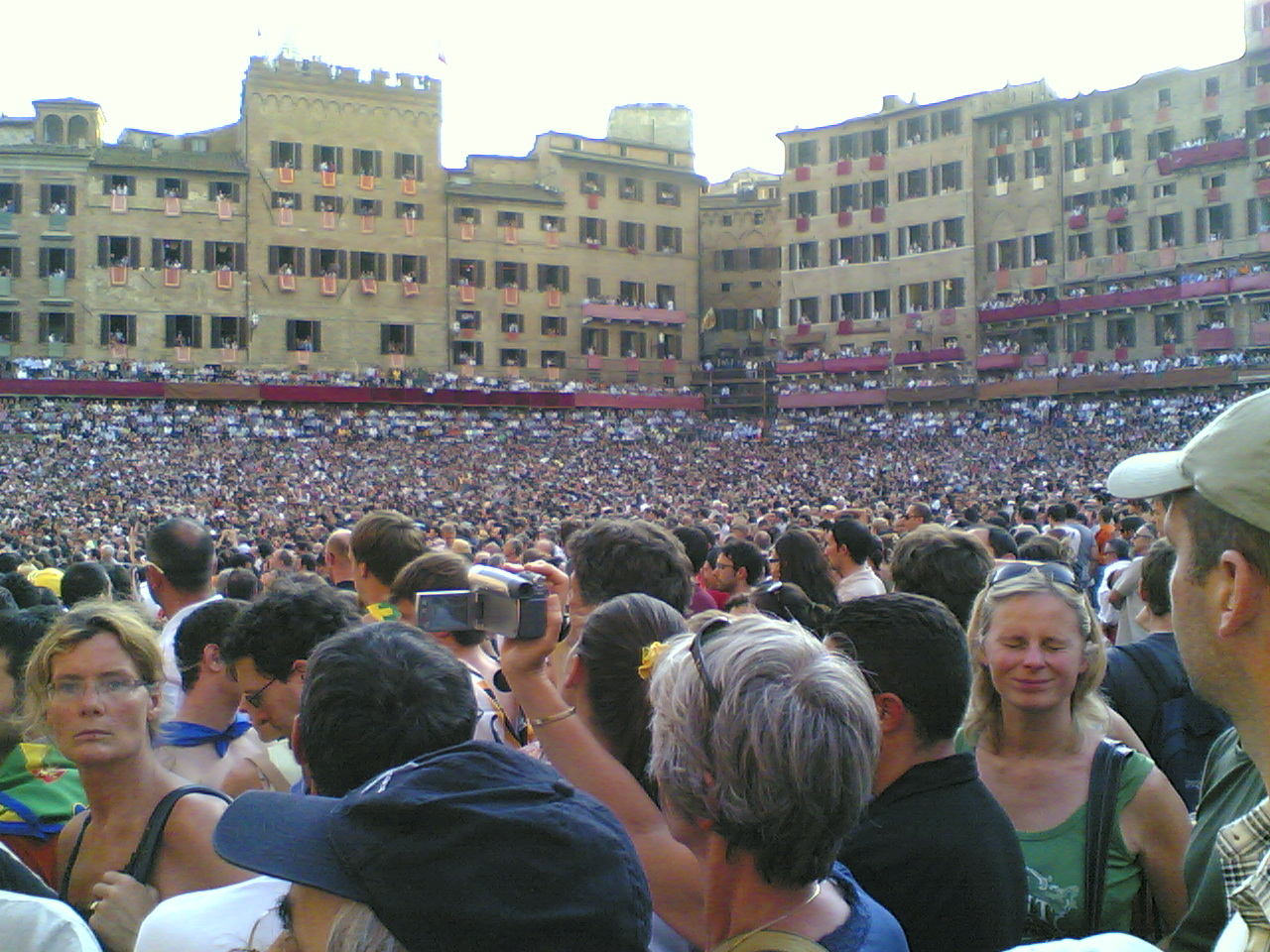
Zaplněné Piazza del Campo krátce před startem dostihu
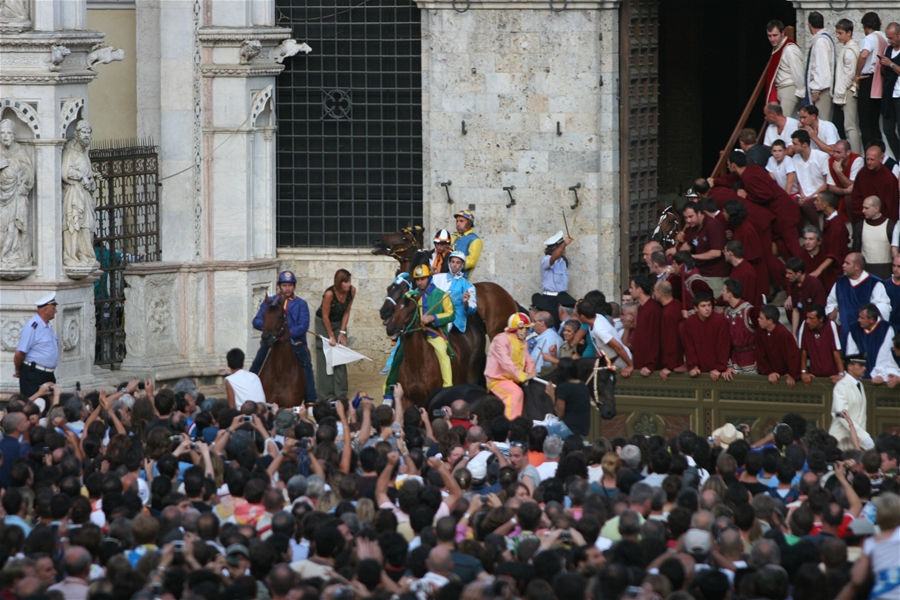
Koně přijíždějí na Piazza del Campo.
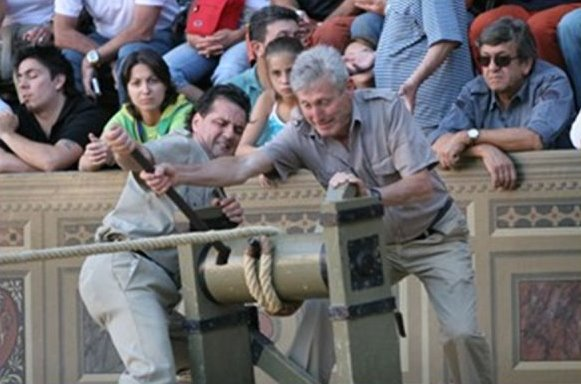
Městští zřízenci utahují před startem dostihu startovní lano.
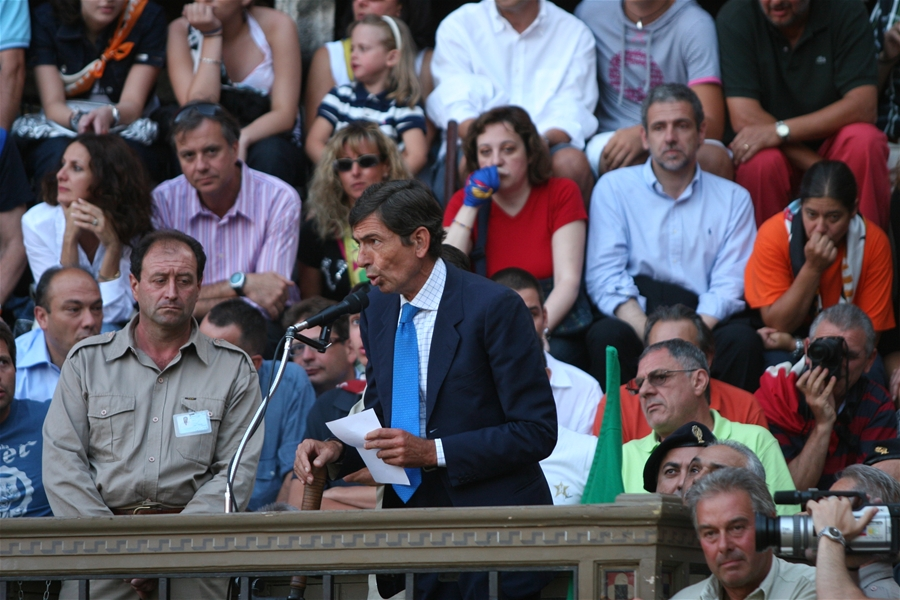
Každá contrada je před započetím dostihu vyzvána, aby zaujala své místo.
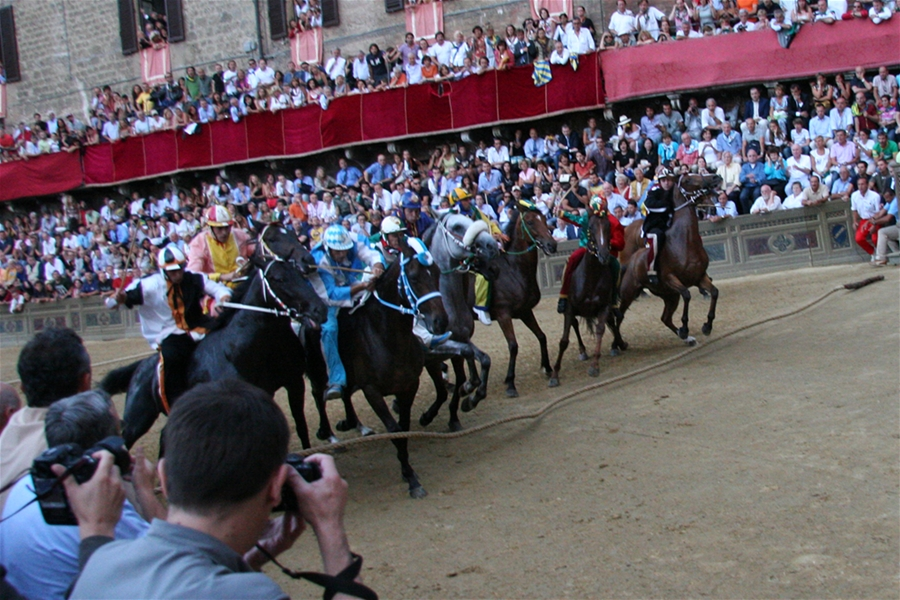
Poslední kůň je na místě. Dostih je odstartován.
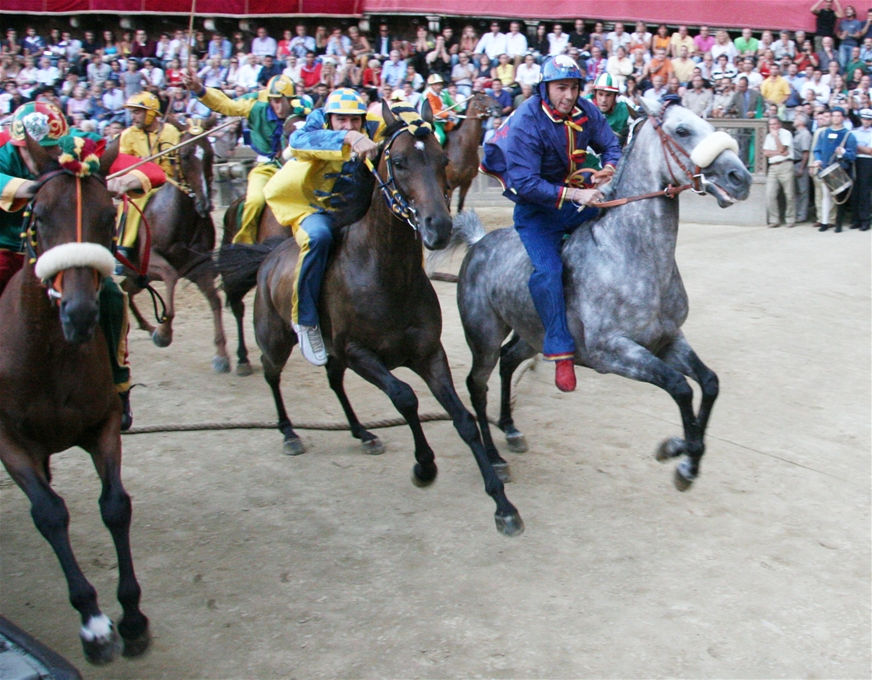
Start palia 16. srpna 2006
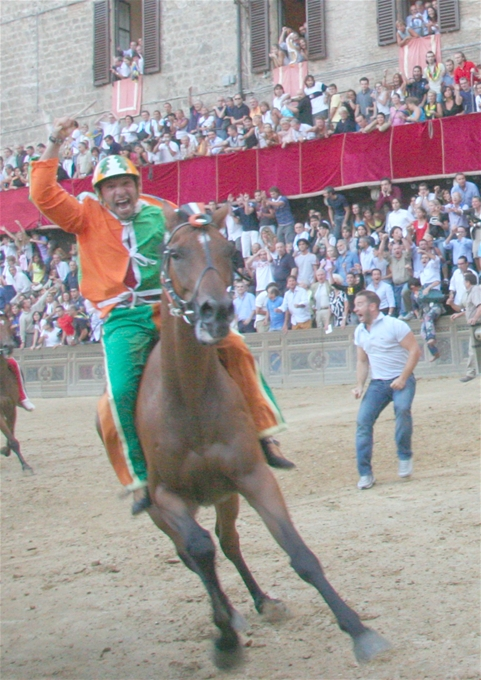
Alberto Ricceri z contrade Selva (Les) slaví své vítězství v paliu 16. srpna 2006.
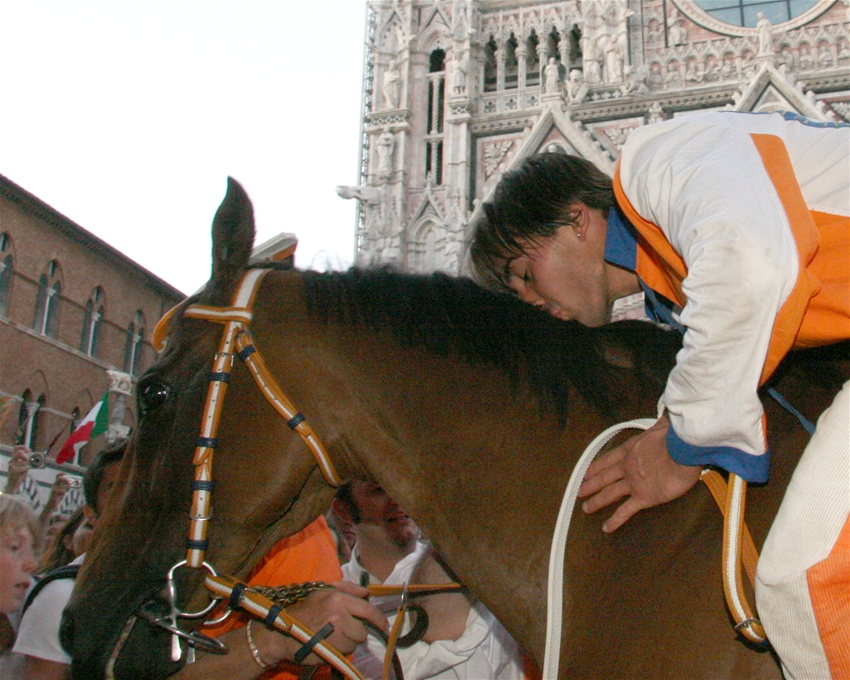
Vítězný Jonatan Bartoletti děkuje svému koni Brentovi před vstupem do kostela a děkovnou modlitbou k Panně Marii.